# Carlos Bernardo González Pecotche
Carlos Bernardo González Pecotche (* 11. August 1901 in Buenos Aires; † 4. April 1963), auch bekannt als Raumsol, war ein argentinischer Schriftsteller und Denker, hauptsächlich als Gründer der Logosophie bekannt.

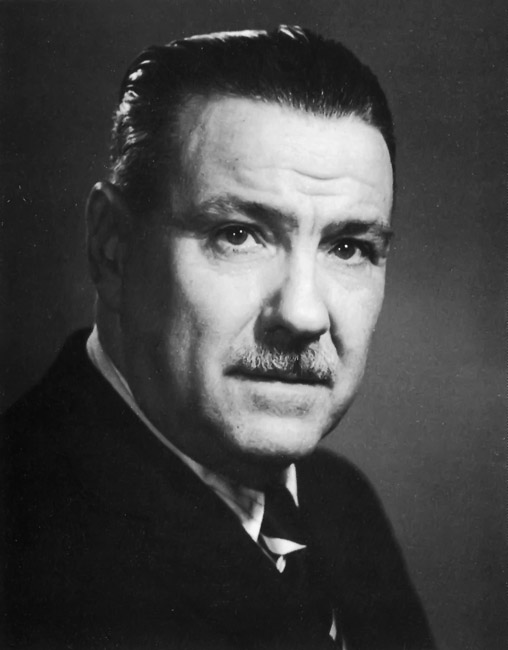
González Pecotche

## Leben
Carlos Bernardo González Pecotche wurde in Buenos Aires, Argentinien, als Sohn von Jorge N. González und Maria Pecotche de González geboren. Er heiratete Paulina Eugenia Puntel am 8. Oktober 1924 und hatte mit ihr einen Sohn namens Carlos Federico González Puntel.
Carlos Bernardo González Pecotche kreierte die Logosophie und gründete die Logosophische Stiftung, als Schule dieser Wissenschaft. Die ersten Sitze der Logosophischen Stiftung entstanden in Córdoba, Argentinien (11. August 1930), danach in Uruguay (1932) und Brasilien (1935).
Seine Gedanken drückte er in zahlreichen Büchern unterschiedlicher Genres aus, sowie in Sammlungen von Zeitschriften (Aquarius, 1931–1939 und Logosofía, 1941–1947) und einer Zeitung (El Heraldo Raumsólico, 1935–1938), die unter seiner Leitung herausgegeben wurden, außerdem in mehr als tausend Vorlesungen und Konferenzen, die er in Argentinien, Uruguay und Brasilien hielt.
Er widmete sein Leben dem Werk für eine bessere Menschheit, während er intensiven Kontakt mit den Studierenden der Logosophie auf der ganzen Welt beibehielt und die Anerkennung von herausragenden kulturellen Persönlichkeiten erhielt.
Er veranlasste die Gründung kultureller logosophischer Zentren in mehreren Ländern des amerikanischen Kontinents und von Erziehungszentren (Grund- und weiterführende Schulen, zu Beginn in Montevideo die logosophische Grundschule „11 de Agosto“, danach eine Schule mit demselben Namen in Belo Horizonte, Brasilien, und in Buenos Aires das „Instituto González Pecotche“), in denen er die Grundlagen für die Anwendung der logosophischen Pädagogik setzte, die von diesen Erkenntnissen ausgeht.

## Schriften
Die Jahreszahl gibt das Jahr der Erstveröffentlichung an.
- Logosophisches Intermezzo – 1950
- Einführung in die logosophische Erkenntnis – 1951
- Dialoge – 1952
- Logosophische Exegese – 1956
- Der Mechanismus des bewussten Lebens – 1956
- Logosophie. Wissenschaft und Methode – 1957
- Das Erbe von sich selbst – 1957
- Herr De Sándara – 1959
- Defizienzen und Neigungen des Menschen – 1962
- Logosophischer Initiationskurs – 1963
- Grundlagen für dein Verhalten (postum) – 1965
- Der Geist (postum) – 1968